# Laura Miller
Laura Miller (Buenos Aires; 10 de septiembre de 1974) es una actriz, cantante y compositora argentina de música pop.

## Biografía
Su gusto por la canción comenzó de pequeña, es por eso que estudió canto hasta que se recibió de profesora. Cuando era niña, se presentó en el programa-concurso infantil Festilindo, y ganó dicho concurso, obteniendo el derecho de unirse al grupo, recorriendo con este toda la Argentina y grabando tres discos.
A los 15 años, fue convocada para participar de la obra teatral Los chicos también hacemos revista, haciendo temporada durante 3 años  en Mar del Plata, Córdoba y Buenos Aires.
Luego, se presentó al casting de Canal 13 para el ciclo Canto Rodado, donde fue seleccionada de entre 3500 aspirantes. Tiempo después, participó en Aprender a volar, otra tira de ese canal. Al finalizar la tira es llamada para actuar en Por siempre mujercitas, una novela de Canal 9. También participó como actriz en Verdad consecuencia, El día que me quieras, Montaña rusa y Gasoleros.
En 1996 Laura Miller es convocada por Alan Parker para formar parte de la película Evita, protagonizada por Madonna y Antonio Banderas.
En el año 1998 firma contrato con Warner Music para editar su primer trabajo, Un camino para ti, del que se desprendieron los sencillos Vida, Hablo de ti, Ahora no y la versión de la canción de Sandro Como lo hice yo. En el año 2000 Laura ganó el Premio Gardel a la música por su primer disco, el cual también recibió una crítica excelente de Billboard, la revista más prestigiosa del mundo de la música de Estados Unidos.  
También en ese año fue telonera de Shakira cuando actuó en Buenos Aires en el Campo de Polo. 
Un año más tarde (2001), saca a la venta su segundo disco, de título homónimo, Laura Miller. Su regreso lo marca el hit Dispara, compuesto por Coti Sorokin. Luego comenzó una gira por Europa liderando los Rankings de las radios españolas y presentándose en vivo.
En el 2004 Laura vuelve a aparecer en las pantallas interpretando a Mercedes, una mujer policía en el unitario del canal Telefe Mosca & Smith. En el 2005 firma para la segunda temporada de la miniserie, además de grabar en Alemania su tercer álbum de estudio y primer disco bilingüe titulado Freedom, grabado junto a la Sinfónica de Viena.
A principio de 2006 Miller pasa a Canal 13, donde actúa en la telenovela Collar de Esmeraldas. En el 2007 interpretó a la villana de la novela de las tardes de Canal 13, Mujeres de nadie.
A fines de 2008, firma con la productora musical BMV Producciones, y junto a Pablo Ramírez se edita el álbum Enamorada, que sale a la venta en abril de 2009., que tuvo las mejores críticas del mundo de la música[cita requerida].
Durante 2010 y 2011, se une al elenco de El Gran Show, obra teatral producida por Darío Arellano, junto a figuras como Gladys Florimonte, La Mole Moli, Juan Alberto Mateyko, Florencia Tesouro, Cinthia Fernández y un grupo de bailarines, recorriendo varias ciudades del país (Salta, Jujuy, Santa Fe, Córdoba, Misiones) y del exterior (Uruguay, Paraguay).
A fines del año 2011, Laura firma junto a la productora Big Globo, para formar parte de la obra teatral Venecia, escrita por el argentino Jorge Accame, la cual tuvo varios premios [¿cuál?]en todo el mundo. En esta obra, presentada en Villa Carlos Paz, trabajó junto a Roly Serrano, María Rosa Fugazot, Betty Villar, Belén Giménez y Pablo Kurt, bajo la dirección de René Bertrand. La obra recibió varios premios en esa temporada 2011-2012, entre los cuales los Premios Carlos tuvo 4 premios de 6 nominaciones.
El 3 de junio de 2012, Laura encabeza la comedia musical Mujeres con equipaje junto a Sapu Artaza y Florencia Rovere; dirigida por Fabrizio Origlio, con música de Carlos Giani, Diego Vila y Díaz Cortez, producida por Maximiliano Bartfeld en el Paseo La Plaza. Con un gran éxito y obra en la cual interpretó el personaje de " La Carmen ".
A fines de octubre de 2012, Laura entra a grabar su nuevo disco pop en los Estudios La Nave, nuevo material bajo la producción de Guillermo De Medio, lARALA.COM y Universal Music Publishing Group. Con fecha de salida en marzo de 2013 para todo el mundo.
El primer sencillo de su nuevo disco, Si me dejas no vale, (cover de Julio Iglesias) tuvo miles de vistas en Youtube y en China 1.000.000 en solo horas de su lanzamiento.
En el año 2015 lanza su videoclip Invencible con el objetivo de concienciar a toda la sociedad Argentina sobre la violencia de género y el feminicidio, y es convocada por el Gobierno de La Nación para realizar un Spot publicitario llamado Números que se pudo ver en todo el país y Latinoamérica.
En el 2016 estrena en el Complejo La Plaza su nueva obra de teatro, El swing tiene cara de mujer, con dirección de Fabrizio Origlio y la participación de Roxana Canne y María Stella Faggiano.
En el 2018 lanzó su sencillo A que, con la participación de Machito Ponce, hace una parodia sobre los exnovios que quieren volver con un video muy noventoso, el cual sonó en todas las radios del país.   
En el 2020 lanzó un nuevo sencillo, "Mi viaje", con producción de Federico Azurmendi, en el cual su estilo musical cambió completamente. Estuvo realizando promoción en los principales canales de televisión.
También participó en eventos solidarios (Canta Argentina) y en el Homenaje a las víctimas de Cromañón junto a León Gieco, Lito Vitale, Alejandro Lerner, Juan Carlos Baglietto y Rodrigo Tapari entre otros.
El 21 de agosto de 2020 lanzó el tema Tú, inspirado en el beat pop de los años 70. Producido por Patricio Pérez líder de la banda de The Beats.

## Discografía
- Un camino para ti  (1999) (sencillos: Vida, Como lo hice yo, Hablo de ti y No puedo dejar de pensar en Ti) Compañía: Warner Music
- Remixes EP  (2000) (sencillos: Vida, Como lo hice yo) Compañía: Warner Music
- Laura Miller  (2001) (sencillos: Dispara, "Mentes sospechosas" y "Noche carnaval") Compañía Warner Music
- Freedom  (2004) (sencillos: Amor veneno, 1000 veces más, Gracias mamá, "When I Think of you") Compañía Dreamworks Entertainment
- Enamorada  (2009) (sencillos: Un día de domingo, Acuarela, Para amarnos más) Compañía Universal
- Laura Miller  (2013) (sencillos: Si me dejas no vale, Alucinar, Invencible, Vivir así es morir de amor) Compañía Larala

- A que  ( 2018 ) Single feat Machito Ponce - Compañía Epsa Music
- Mi Viaje ( 2019 ) 'Compañía Epsa Music
- Tú ( 2020 ) Compañía Epsa Music

## Teatro
- Los chicos también hacemos revista (1989) - Estuvo en Mar del Plata, Córdoba y Buenos Aires.
- El Gran Show (2010-2011) - Recorrió el país y el exterior, junto a Gladys Florimonte, La Mole Moli, Juan Alberto Mateyko, Florencia Floppy Tesouro, Cinthia Fernández y un grupo de bailarines. Bajo la producción de Darío Arellano.
- Venecia (12/2011-04/2012) - Teatro Holiday 2 en Villa Carlos Paz, junto a Roly Serrano, María Rosa Fugazot, Betty Villar, Belén Giménez y Pablo Kurt, bajo la dirección de René Bertrand. El 21 de marzo,la obra se estrenó en Buenos Aires, en el Teatro El Cubo, con un éxito sorprendente[cita requerida].
- Mujeres con equipaje (06/2012-08/2012) - Teatro N. Artaza, estreno 3 de junio y todos los domingos a las 19 horas. Laura junto a Sapu Artaza y Florencia Rovere; dirigida por Fabrizio Origlio, con música de Carlos Giani, Diego Vila y Díaz Cortez, producida por Maximiliano Bartfeld.
- El swing tiene cara de mujer (2016) - Teatro Paseo La Plaza, Con la dirección de Fabrizio Origlio y la participación de Roxana Canne, María Estella Faggiano y Ezequiel Iglesias.
- El Show de La Faraona - Especial de fin de año (2019) - Teatro El Nacional, haciendo una participación especial cantando su nuevo hit "A Qué?"

## Cine
- Evita (1996)
- La confesión (2009)
- El abismo... todavía estamos (2011)

## Televisión
- Festilindo (1985 a 1989) - ATC
- Canto rodado, escuela de arte (1993) - Canal 13
- El día que me quieras (1994 / 1995) - Canal 13
- Aprender a volar (1994) - Canal 13
- Montaña Rusa (1995) - Canal 13
- Por siempre mujercitas (1995 / 1996) - Canal 9
- Verdad consecuencia (1998) - Canal 13
- Gasoleros (1999) - Canal 13
- Sábado bus (1999) - Telefe (Invitada)
- Mariana de casa (2002) - Canal 13 (Invitada)
- Poné a Francella (2002) - Telefe (Participación Especial)
- Mosca & Smith (2004 / 2005) - Telefe
- Cocineritas (2005) - Utilísima Satelital (Participación Especial)
- Collar de Esmeraldas (2006) - Canal 13
- Un cortado (2006) - Canal 7
- Amo de casa (2006) - Canal 9 (Participación Especial)
- Mujeres de nadie (2007) - Canal 13 (Julia Almada - Villana)
- Casi ángeles (2008) - Telefe (Participación Especial)
- Tu mejor sábado (2015) Canal 13 (Participación como Jurado)
- Está cantado (2016) Canal 9 (Participante)
- Mamushka (con Mariana Fabbiani) (2020) El Trece (Participante)